# سيرة ذاتية لبرغوث
سيرة ذاتية لبرغوث (بالإنجليزية: The Autobiography of a Flea)‏ هي رواية إباحية مجهولة المؤلف، نشرت أول مرة عام 1887 في لندن. وأظهرت الأبحاث الأخيرة أن الكاتب كان محاميا من لندن يدعى ستانيسلاس دي رودس.
تدور القصة حول برغوث، يروي قصة فتاة جميلة، اسمها بيلا والتي يستغلها عشيقها الشاب تشارلي في مغامراته الجنسية، وكذلك الكاهن المحلي الأب أمبروز واثنان من زملائه، وكذلك عمها. ثم تقوم بيلا بإغواء صديقتها جوليا، لكي تقوم بمغامراتها الجنسية مع كل من الكاهن كذلك والدها.
تم إنتاج فيلم إباحي عن الرواية عام 1976.